# Ragnar Wicksell
Pour les articles homonymes, voir Wicksell.
Per Edgar Ragnar Wicksell (né le 26 septembre 1892 à Enköping en Suède et mort le 31 juillet 1974 à Stockholm) est un joueur de football international suédois, qui évoluait au poste de milieu de terrain.

## Biographie

### Carrière en club
Avec le club de Djurgårdens IF, il remporte quatre titres de champion de Suède.

### Carrière en sélection
Avec l'équipe de Suède, il joue 33 matchs (pour 3 buts inscrits) entre 1911 et 1921. 
Il joue son premier match en équipe nationale le 18 juin 1911 contre l'Allemagne et son dernier le 9 octobre 1921 face au Danemark.
Il figure dans le groupe des sélectionnés lors des Jeux olympiques de 1912 et de 1920. Il joue deux matchs lors du tournoi olympique de 1912 organisé dans son pays natal, et trois matchs lors du tournoi olympique de 1920 organisé aux Pays-Bas.

## Palmarès
Djurgårdens IF
- Championnat de Suède (4) :
  - Champion : 1912, 1915, 1917 et 1920.